# Hypodematium phegopteroideum
Hypodematium phegopteroideum är en ormbunkeart som beskrevs av Oskar Kuhn. Hypodematium phegopteroideum ingår i släktet Hypodematium och familjen Hypodematiaceae. Inga underarter finns listade.